# Przejście graniczne Pogwizdów-Louky nad Olší
Przejście graniczne Pogwizdów-Louky nad Olší – polsko-czeskie przejście małego ruchu granicznego położone w województwie śląskim, w powiecie cieszyńskim, w gminie Hażlach, wsi sołeckiej Pogwizdów, zlikwidowane w 2002.

## Opis
Przejście graniczne Pogwizdów-Louky nad Olší, zostało utworzone 19 lutego 1996. Czynne było w godz. 6.00–22.00. Dopuszczony był ruch pieszych, rowerzystów, motorowerami o pojemności skokowej silnika do 50 cm³ i transportem rolniczym. Odprawę graniczną i celną wykonywały organy Straży Granicznej. Doraźnie kontrolę graniczną osób, towarów i środków transportu wykonywała Strażnica SG w Pgwizdowie. Obie miejscowości przygraniczne rozgraniczała rzeka Olza (miejsce gdzie znajdował się bród, był przejściem granicznym).
W 2002, przejście graniczne zostało zlikwidowane .

### Przejścia graniczne z Czechosłowacją
W okresie istnienia Czechosłowackiej Republiki Socjalistycznej funkcjonowało w tym miejscu polsko-czechosłowackie przejście graniczne małego ruchu granicznego Pogwizdów-Louky nad Olší – II kategorii. Zostało utworzone 13 kwietnia 1960. Czynne było w godz. 6.00–20.00, w okresie wiosenno-letnim (kwiecień–październik). Dopuszczony był ruch osób i środków transportu na podstawie przepustek w związku z użytkowaniem gruntów. Odprawę graniczną i celną wykonywały organy Wojsk Ochrony Pogranicza. Kontrolę graniczną osób, towarów i środków transportu wykonywała Strażnica WOP Pogwizdów.
Formalnie przejście graniczne zostało zlikwidowane 24 maja 1985.
W II RP istniało polsko-czechosłowackie przejście graniczne Pogwizdów-Louky (miejsce przejściowe po drogach ulicznych), w rejonie kamienia granicznego nr 20. Był to punkt przejściowy z prawem dokonywania odpraw mieszkańców pogranicza, bez towarów w czasie i na zasadach obowiązujących urzędy celne, ustawione przy drogach kołowych. Dopuszczony był mały ruch graniczny. Przekraczanie granicy odbywało się na podstawie przepustek: jednorazowych, stałych i gospodarczych.

## Galeria

Przejście graniczne Pogwizdów-Louky nad Olší
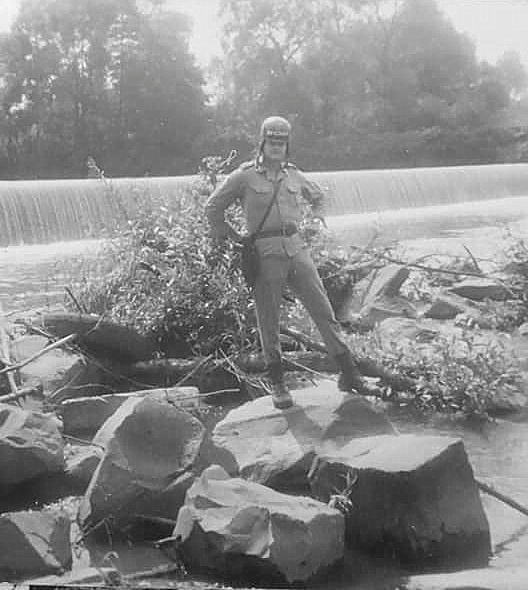
Żołnierz strażnicy WOP Pogwizdów (1979)
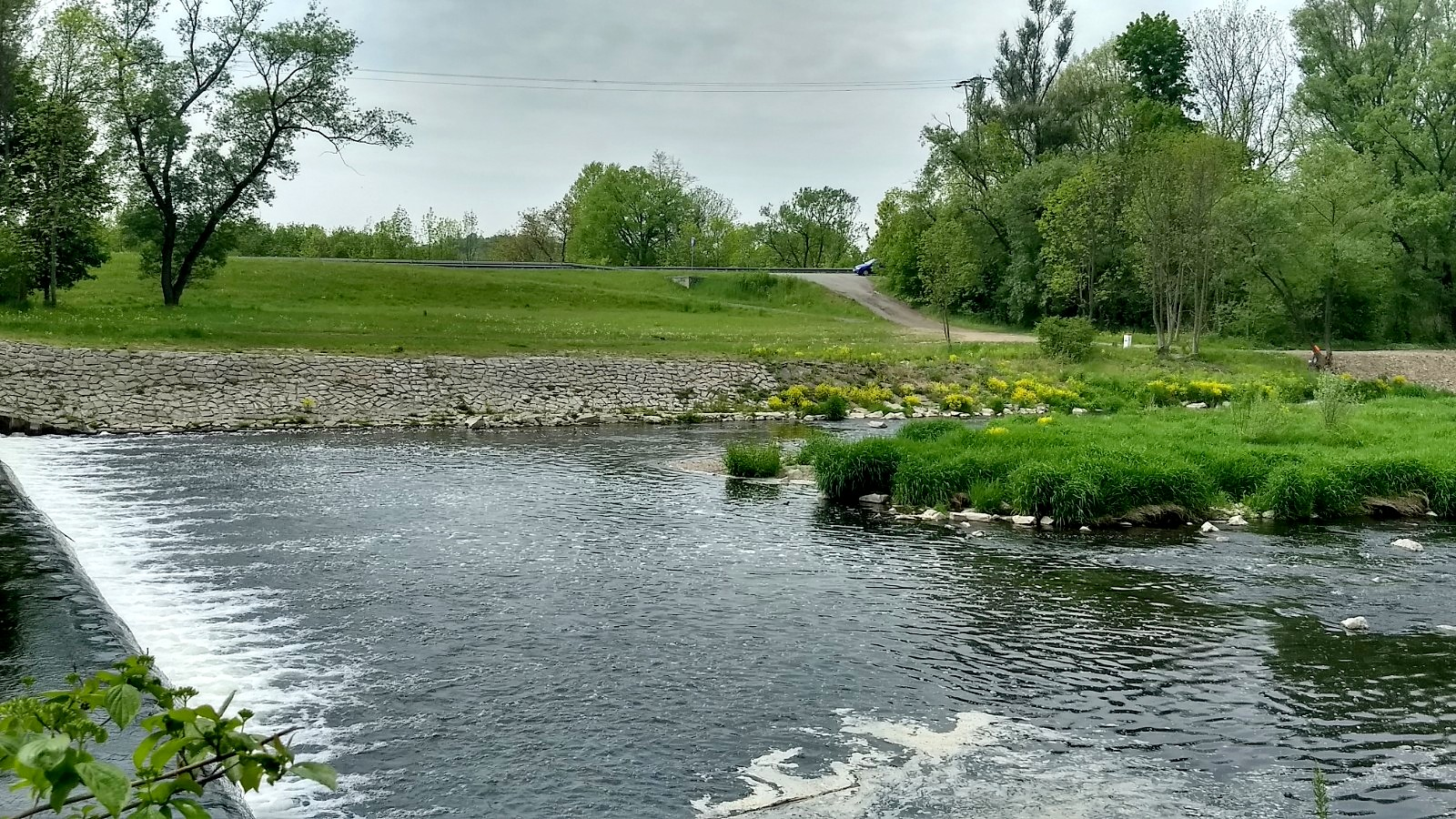
Widok od strony polskiej, rej. znaku gran. nr I/102 (maj 2020)